# 2.ª etapa da Volta a França de 2018
A 2.ª etapa do Tour de France de 2018 teve lugar a 8 de julho de 2018 entre Mouilleron-Saint-Germain e La Roche-sur-Yon sobre um percurso de 182,5 km e foi vencida ao sprint pelo ciclista eslovaco Peter Sagan da equipa Bora-Hansgrohe, quem converteu-se no novo portador da camisola amarela.

## Classificação da etapa
| \| Classificação por etapas \| Classificação por etapas \| Classificação por etapas \| Classificação por etapas \| Classificação por etapas \| \| Ciclista \| Ciclista \| Equipe \| Tempo \| \| \| ------------------------ \| ------------------------ \| ------------------------ \| ------------------------ \| ------------------------ \| \| 1. \| Peter Sagan \| Bora-Hansgrohe \| 4h06m37s \| \| \| 2. \| Sonny Colbrelli \| Bahrain-Merida \| + 0s \| \| \| 3. \| Arnaud Démare \| Groupama-FDJ \| + 0s \| \| \| 4. \| André Greipel \| Lotto-Soudal \| + 0s \| \| \| 5. \| Alexander Kristoff \| UAE Team Emirates \| + 0s \| \| \| 6. \| Timothy Dupont \| Wanty-Groupe Gobert \| + 0s \| \| \| 7. \| Alejandro Valverde \| Movistar Team \| + 0s \| \| \| 8. \| Andrea Pasqualon \| Wanty-Groupe Gobert \| + 0s \| \| \| 9. \| John Degenkolb \| Trek-Segafredo \| + 0s \| \| \| 10. \| Philippe Gilbert \| Quick-Step Floors \| + 0s \| \| |                    |                     |          |
| |                    |                     |          |
| Fonte: ProCyclingStats |                    |                     |          |
| Classificação por etapas |                    |                     |          |
| Ciclista | Ciclista           | Equipe              | Tempo    |
| 1. | Peter Sagan        | Bora-Hansgrohe      | 4h06m37s |
| 2. | Sonny Colbrelli    | Bahrain-Merida      | + 0s     |
| 3. | Arnaud Démare      | Groupama-FDJ        | + 0s     |
| 4. | André Greipel      | Lotto-Soudal        | + 0s     |
| 5. | Alexander Kristoff | UAE Team Emirates   | + 0s     |
| 6. | Timothy Dupont     | Wanty-Groupe Gobert | + 0s     |
| 7. | Alejandro Valverde | Movistar Team       | + 0s     |
| 8. | Andrea Pasqualon   | Wanty-Groupe Gobert | + 0s     |
| 9. | John Degenkolb     | Trek-Segafredo      | + 0s     |
| 10. | Philippe Gilbert   | Quick-Step Floors   | + 0s     |

## Classificações ao final da etapa

### Classificação geral(Maillot Jaune)
| \| Classificação geral \| Classificação geral \| Classificação geral \| Classificação geral \| Classificação geral \| \| Ciclista \| Ciclista \| Equipe \| Tempo \| \| \| ------------------- \| ------------------- \| ------------------- \| ------------------- \| ------------------- \| \| 1. \| Peter Sagan \| Bora-Hansgrohe \| 8h29m53s \| \| \| 2. \| Fernando Gaviria \| Quick-Step Floors \| + 6s \| \| \| 3. \| Sonny Colbrelli \| Bahrain-Merida \| + 10s \| \| \| 4. \| Marcel Kittel \| Katusha-Alpecin \| + 12s \| \| \| 5. \| Sylvain Chavanel \| Direct Énergie \| + 13s \| \| \| 6. \| Philippe Gilbert \| Quick-Step Floors \| + 14s \| \| \| 7. \| Geraint Thomas \| Team Sky \| + 15s \| \| \| 8. \| Oliver Naesen \| AG2R La Mondiale \| + 15s \| \| \| 9. \| Alexander Kristoff \| UAE Team Emirates \| + 16s \| \| \| 10. \| John Degenkolb \| Trek-Segafredo \| + 16s \| \| |                    |                   |          |
| |                    |                   |          |
| Fonte: ProCyclingStats |                    |                   |          |
| Classificação geral |                    |                   |          |
| Ciclista | Ciclista           | Equipe            | Tempo    |
| 1. | Peter Sagan        | Bora-Hansgrohe    | 8h29m53s |
| 2. | Fernando Gaviria   | Quick-Step Floors | + 6s     |
| 3. | Sonny Colbrelli    | Bahrain-Merida    | + 10s    |
| 4. | Marcel Kittel      | Katusha-Alpecin   | + 12s    |
| 5. | Sylvain Chavanel   | Direct Énergie    | + 13s    |
| 6. | Philippe Gilbert   | Quick-Step Floors | + 14s    |
| 7. | Geraint Thomas     | Team Sky          | + 15s    |
| 8. | Oliver Naesen      | AG2R La Mondiale  | + 15s    |
| 9. | Alexander Kristoff | UAE Team Emirates | + 16s    |
| 10. | John Degenkolb     | Trek-Segafredo    | + 16s    |

### Classificação por pontos(Maillot Vert)
| Classificação por pontos | Classificação por pontos | Classificação por pontos | Classificação por pontos | Classificação por pontos |
| Ciclista                 | Ciclista                 | Equipe                   | Pontos                   |                          |
| ------------------------ | ------------------------ | ------------------------ | ------------------------ | ------------------------ |
| 1.                       | Peter Sagan              | Bora-Hansgrohe           | 104 pts                  |                          |
| 2.                       | Fernando Gaviria         | Quick-Step Floors        | 78 pts                   |                          |
| 3.                       | Alexander Kristoff       | UAE Team Emirates        | 53 pts                   |                          |
| 4.                       | Arnaud Démare            | Groupama-FDJ             | 41 pts                   |                          |
| 5.                       | André Greipel            | Lotto-Soudal             | 35 pts                   |                          |
| 6.                       | Sonny Colbrelli          | Bahrain-Merida           | 30 pts                   |                          |
| 7.                       | Marcel Kittel            | Katusha-Alpecin          | 28 pts                   |                          |
| 8.                       | Sylvain Chavanel         | Direct Énergie           | 20 pts                   |                          |
| 9.                       | Jérôme Cousin            | Direct Énergie           | 20 pts                   |                          |
| 10.                      | Timothy Dupont           | Wanty-Groupe Gobert      | 19 pts                   |                          |

### Classificação da montanha(Maillot à Pois Rouges)
| Classificação da montanha | Classificação da montanha | Classificação da montanha | Classificação da montanha | Classificação da montanha |
| Ciclista                  | Ciclista                  | Equipe                    | Pontos                    |                           |
| ------------------------- | ------------------------- | ------------------------- | ------------------------- | ------------------------- |
| 1.                        | Dion Smith                | Wanty-Groupe Gobert       | 1 pt                      |                           |
| 2.                        | Kévin Ledanois            | Fortuneo-Samsic           | 1 pt                      |                           |

### Classificação do melhor jovem(Maillot Blanc)
| Classificação dos jovens | Classificação dos jovens | Classificação dos jovens   | Classificação dos jovens | Classificação dos jovens |
| Ciclista                 | Ciclista                 | Equipe                     | Tempo                    |                          |
| ------------------------ | ------------------------ | -------------------------- | ------------------------ | ------------------------ |
| 1.                       | Fernando Gaviria         | Quick-Step Floors          | 8h29m59s                 |                          |
| 2.                       | Dylan Groenewegen        | LottoNL-Jumbo              | + 10s                    |                          |
| 3.                       | Dion Smith               | Wanty-Groupe Gobert        | + 10s                    |                          |
| 4.                       | Tiesj Benoot             | Lotto-Soudal               | + 10s                    |                          |
| 5.                       | Thomas Boudat            | Direct Énergie             | + 10s                    |                          |
| 6.                       | Søren Kragh Andersen     | Team Sunweb                | + 10s                    |                          |
| 7.                       | Anthony Turgis           | Cofidis, Solutions Crédits | + 10s                    |                          |
| 8.                       | Rick Zabel               | Katusha-Alpecin            | + 10s                    |                          |
| 9.                       | Nils Politt              | Katusha-Alpecin            | + 10s                    |                          |
| 10.                      | Oliviero Troia           | UAE Team Emirates          | + 42s                    |                          |

### Classificação por equipas(Classement par Équipe)
| Classificação por equipes | Classificação por equipes  | Classificação por equipes | Classificação por equipes |
| Equipe                    | Equipe                     | Tempo                     |                           |
| ------------------------- | -------------------------- | ------------------------- | ------------------------- |
| 1.                        | Quick-Step Floors          | 25h30m27s                 |                           |
| 2.                        | Wanty-Groupe Gobert        | + 0s                      |                           |
| 3.                        | Astana                     | + 0s                      |                           |
| 4.                        | Trek-Segafredo             | + 0s                      |                           |
| 5.                        | Bora-Hansgrohe             | + 0s                      |                           |
| 6.                        | Bahrain-Merida             | + 0s                      |                           |
| 7.                        | Katusha-Alpecin            | + 0s                      |                           |
| 8.                        | Dimension Data             | + 0s                      |                           |
| 9.                        | Team Sunweb                | + 0s                      |                           |
| 10.                       | Cofidis, Solutions Crédits | + 0s                      |                           |

## Abandonos
- Tsgabu Grmay, abandono durante a etapa por fortes dores abdominais.[1]
- Luis León Sánchez, por queda aproximadamente a 40 km de meta.[2]